# Barry Feinstein
Barry Feinstein (4 februari 1931 - 20 oktober 2011) was een Amerikaanse fotograaf die veel foto’s heeft gemaakt van bekende filmsterren en muzikanten.

## Biografie
In 1955 werkte Barry als assistent fotograaf bij het tijdschrift Life. Hij maakte veel foto’s van beroemde filmsterren als Marlene Dietrich, Judy Garland, Jayne Mansfield en Steve McQueen en vooraanstaande politici zoals de oud-presidenten van de Verenigde Staten John F. Kennedy en Richard Nixon. Zijn foto’s verschenen in bladen als Time, Esquire en Newsweek.
In de jaren ’60 werd hij vooral bekend van de foto’s die hij maakte van popmuzikanten. Hij vergezelde Bob Dylan in 1966 op zijn tournee door Engeland en leverde veel foto’s voor platenhoezen voor artiesten als Janis Joplin (de foto voor haar album Pearl werd een dag voor haar overlijden gemaakt), Bob Dylan (The Times They Are a-Changin'), George Harrison (All Things Must Pass), Donovan (Sunshine superman), The Rolling Stones (Beggars Banquet) en The Byrds (Mr. Tambourine Man). In 1974 ging hij mee op de Amerikaanse tournee van Bob Dylan en The Band.
In 1963 trouwde Feinstein met Mary Travers, bekend van het folk trio Peter, Paul and Mary. In 1967 strandde het huwelijk en in 1969 trouwde hij met de actrice Carol Wayne. Dat huwelijk liep spaak in 1974. Door een ongeluk was Feinstein sinds 1993 niet meer in staat om zijn werk uit te voeren. In 2008 publiceerde hij twee boeken: in het ene boek stonden foto’s van Hollywood-sterren en gedichten van Bob Dylan uit 1964, in het tweede boek stonden foto’s van concerten van Bob Dylan. Barry Feinstein is op 80-jarige leeftijd overleden op 20 oktober 2011 in Woodstock, New York.
- Bibsys: 14059270
- Bibliothèque nationale de France: cb16731254j (data)
- CiNii: DA14943294
- Gemeinsame Normdatei: 136779239
- International Standard Name Identifier: 0000 0000 5540 0862
- Library of Congress Control Number: no99082994
- MusicBrainz: 46829778-85cb-4c5d-8c1c-3c7e708b2550
- Bibliotheek van het Japanse parlement: 01156347
- Nationale Bibliotheek van Israël: 987007261026605171
- Nederlandse Thesaurus van Auteursnamen: 207196435
- PIC: 321263
- RKD-Nederlands Instituut voor Kunstgeschiedenis: 274651
- Système universitaire de documentation: 193059932
- Virtual International Authority File: 74701595
- WorldCat: E39PBJmpdJ4mK7X3kg3KKmxkXd